# قره‌بوک (تاش‌اوا)
قره‌بوک (به لاتین: Karabük) یک منطقهٔ مسکونی در ترکیه است که در تاشوا واقع شده‌است.